# 開往幸福的列車
《開往幸福的列車》是一部2007年的美國電影，由執導，、主演。

## 演員表
- 飾
- 飾

## 外部連結
- 開眼電影網上《開往幸福的列車》的資料（繁體中文）
- 豆瓣电影上《车祸情缘》的資料 （简体中文）
- 时光网上《车祸情缘》的資料（简体中文）
- AllMovie上的资料（英文）
- 爛番茄上的資料（英文）
- Box Office Mojo上的資料（英文）
- TCM电影资料库上的资料（英文）
- Metacritic上的資料（英文）
- 互联网电影数据库（IMDb）上的资料（英文）